# Bouchea spathulata
Bouchea spathulata là một loài thực vật có hoa trong họ Cỏ roi ngựa. Loài này được Torr. mô tả khoa học đầu tiên năm 1858.